# Aderbale (principe)
Aderbale (... – 91 a.C.) fu un principe della Numidia, vissuto agli inizi del I secolo a.C.
Di lui ben poco si sa. Solo un accenno da parte dello storico Sesto Aurelio Vittore, il quale ricorda (Vir. Ill. 66.7), a proposito di Marco Livio Druso (che fu tribuno nel 91 a.C., e venne assassinato pochi anni dopo): «Adherbalem filium regis Numidarum obsidem domi suae suppressit redemptionem eius occultam a patre sperans.» ("Tenne in ostaggio a casa sua Aderbale, figlio del re di Numidia, sperando che il padre gli pagasse di nascosto un riscatto"). 
Questo principe Aderbale doveva quindi essere un figlio di Gauda, che fu re di Numidia dal 106 all'88 a.C. Della sua sorte nulla si sa da altre fonti. Alla morte di Gauda, nell'88 a.C., subentrarono nel regno due figli, Iempsale II e un altro, noto solo da una dedica in greco, col nome Mastabear (forse Mastanabal?). Ma non si ha nessuna traccia di Aderbale, che forse non sopravvisse al rapimento.